# 23113 Aaronhakim
23113 Aaronhakim là một tiểu hành tinh vành đai chính với chu kỳ quỹ đạo là 1705.0184519 ngày (4.67 năm).
Nó được phát hiện ngày 3 tháng 1 năm 2000 và đặt tên theo tên của Aaron Hakim.